# كارلوس فرناندس
كارلوس فرناندس (بالبرتغالية: Carlos Fernandes) هو لاعب كرة مضرب برازيلي، ولد في فبراير 1938 في ساو باولو في البرازيل.

## وصلات خارجية
- كارلوس فرناندس على موقع رابطة محترفي التنس (الإنجليزية)
- كارلوس فرناندس على موقع الاتحاد الدولي لكرة المضرب (الإنجليزية)
- كارلوس فرناندس على موقع كأس ديفيز (الإنجليزية)
- كارلوس فرناندس على موقع بطولة ويمبلدون (الإنجليزية)
- كارلوس فرناندس على موقع خلاصة التنس.كوم (الإنجليزية)